# Escola Superior Técnica de Blekinge
A Escola Superior Técnica de Blekinge (em sueco:  Blekinge Tekniska Högskola;  PRONÚNCIA; BTH) é uma instituição pública de ensino superior sediada na cidade de Karlskrona, no sul da Suécia.

Foi fundada em 1989 como ”Escola Superior de Karlskrona e Ronneby” e adquiriu o seu atual nome em 2001.

Está vocacionada para proporcionar cursos e investigação nos quais a engenharia e a tecnologia da informação (TI) são integradas com outras disciplinas, como o planeamento urbano, a economia industrial, o design e as ciências da saúde.

A instituição está organizada em 3 faculdades: Ciências da Computação, Ciências da Engenharia e Ciências da Saúde.

Dispõe de intalações em Karlskrona e Karlshamn. 

Tem cerca de 3 568 estudantes (2013), e conta com 445 professores e funcionários.

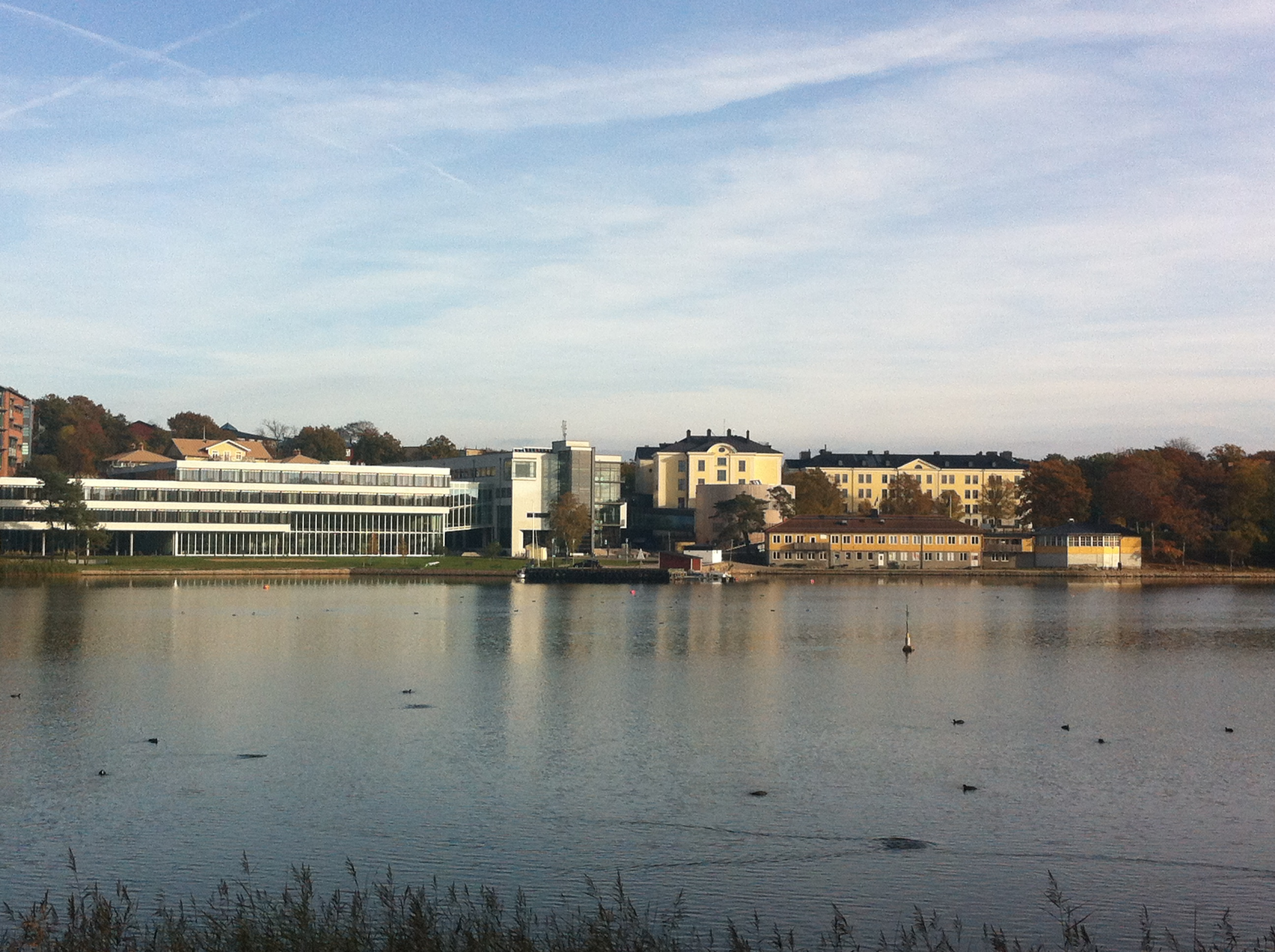
O campus Gräsvik em Karlskrona
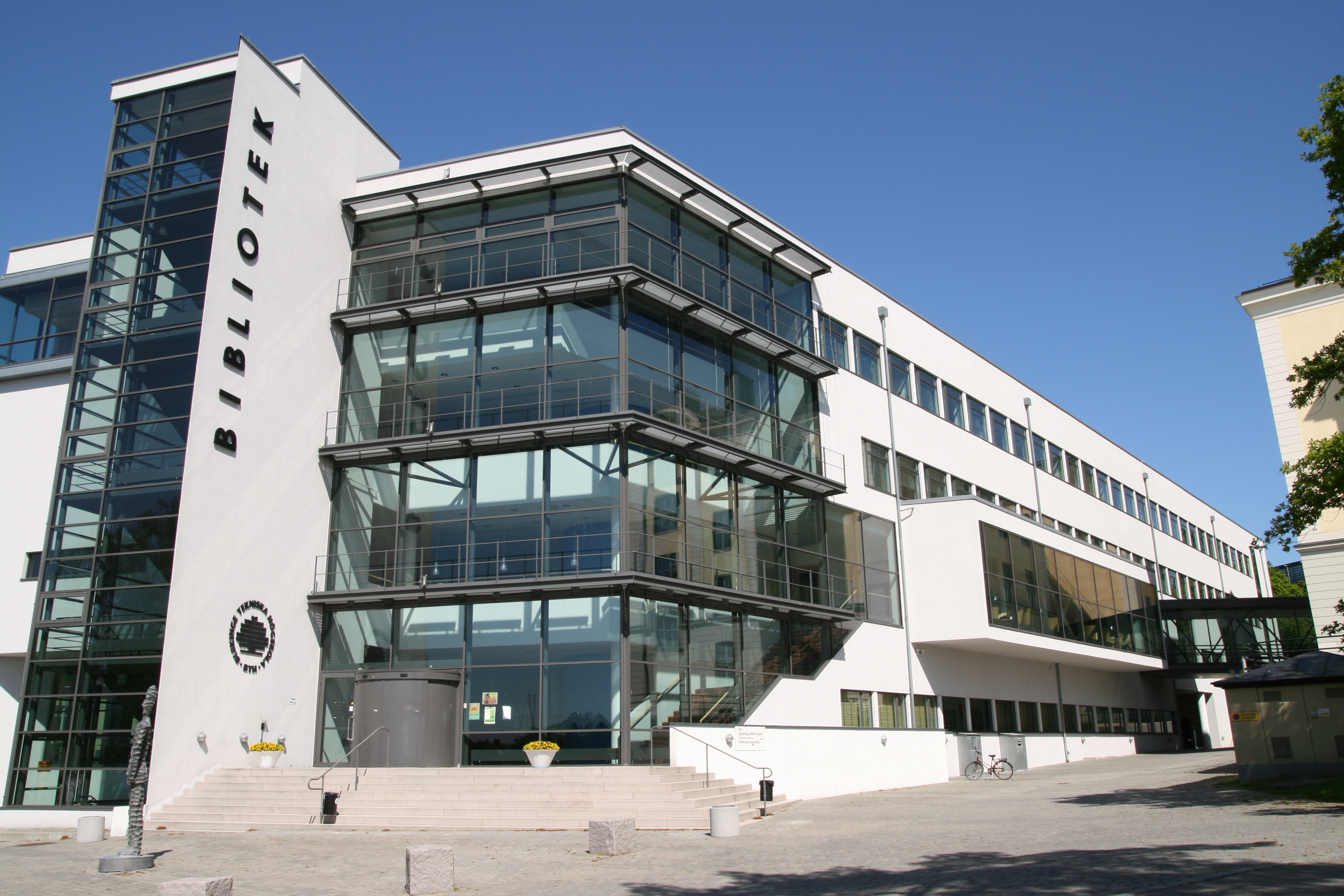
A biblioteca universitária